# Gamma Radio
Gamma Radio è un'emittente radiofonica italiana, fra le prime emittenti private di Milano, che trasmette in modulazione di frequenza e il cui segnale raggiunge Milano e parte della Lombardia centrale.

## Storia

### Anni settanta
Gamma Radio venne fondata a Milano alle 15.40 del 16 febbraio 1976 per iniziativa di Bruno Riffeser, ad occuparsene però furono i suoi figli Andrea e Claudio Riffeser, nipoti di Attilio Monti, noto imprenditore petrolifero, nonché editore di testate giornalistiche (Il Resto del Carlino, La Nazione, Il Piccolo).
Gamma Radio si caratterizzò fin da subito per la messa in onda di musica sul modello della filodiffusione: i brani non erano mai interrotti dai conduttori (peraltro assenti), ma soltanto dalla pubblicità. Per anni l'emittente mantenne l'impostazione "solo musica", struttura che consentì di catturare l'ascolto delle fasce "alte" del target radiofonico.
Nel 1979, prima di tante acquisizioni che si sarebbero succedute negli anni successivi, Gamma Radio rilevò la frequenza 92,850 da Radio Porta Romana destinandola a Vip Radio, seconda emittente del gruppo, nata per raggiungere un target più giovanile e anni più tardi a Joy Music.
Il progetto fu abbandonato nel giro di qualche anno per essere poi rielaborato con la nascita di Gamma Radio 2 "tutta italiana".

### Anni ottanta

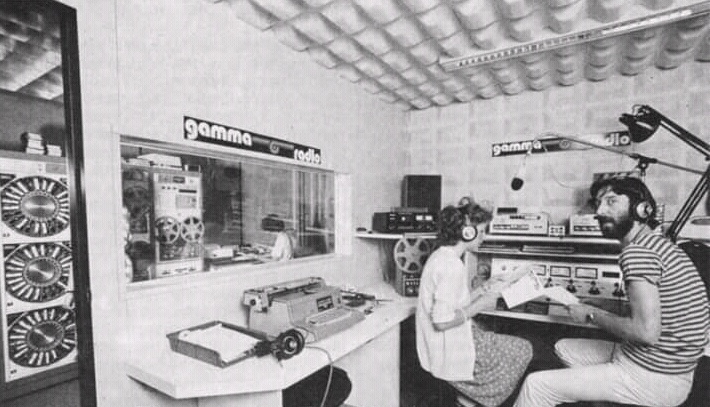
Studio di regia di Gamma Radio (1982, Milano 2)

Negli anni ottanta Gamma Radio, sotto la guida esclusiva di Claudio Riffeser, allargò il proprio bacino di utenza a tutto il nord e centro Italia (Lombardia, Piemonte, Valle d'Aosta, Liguria, Emilia-Romagna, Toscana, Lazio). La formula Musica & Notizie si rivelò vincente: poco lo spazio al parlato (limitato ai giornali radio, alle informazioni stradali, alle seguitissime notizie dalla borsa valori di Milano e al programma serale di musica a richiesta) l'emittente offriva un palinsesto musicale incentrato sui grandi successi. Tra le voci in onda: Claudia Pasquali, Rosa Rainieri, Mario Aceto, Mirko Asciamprener (alias Mirko Blasi), Mat Belmondo e Roberto Uberti.
Nella seconda metà degli anni ottanta (1988) l'emittente trasferì i propri studi amministrativi e di produzione da Milano 2 - Segrate al centro direzionale Milanofiori - Assago (studio diretta e regia automatica) ed iniziò un'operazione di trasformazione in network (Gamma Radio Network) durante la quale allargò il proprio bacino di utenza al nord e centro Italia.
Nel 1990 sulle frequenze che erano state di Vip Radio e di Joy Music che poi erano state usate per ripetere il segnale di Gamma Radio, nacque successivamente Gamma Radio 2, prima radio del palinsesto di Gamma Radio.

### Anni novanta e oggi
Con l'inizio degli anni novanta l'emittente modificò il formato dando più spazio al "parlato" con alcuni nuovi conduttori: Consuelo Cassano, Roberto Uggeri che trasmetteva con lo pseudonimo di Roberto Gatti e Fabio Farinelli.
Nel 1991 con l'emanazione della legge Mammì, nel riordino delle frequenze di radiodiffusione, il Gruppo Riffeser ottenne una concessione nazionale (Gamma Radio Network) e due locali (Gamma Radio e Gamma Radio 2).
Intorno alla metà degli anni novanta, nella rivalutazione della strategia aziendale di tutto il gruppo Monti-Riffeser, la concessione nazionale venne venduta a Claudio Cecchetto per far emergere su scala nazionale Radio Capital (che aveva solo concessione locale).
L'operatività di Gamma Radio proseguì quindi solo in Lombardia e Piemonte.
Come direttore fu chiamato Silvio Santoro (uno dei fondatori di Radio Music passato poi a Radio 105 prima di approdare a Gamma Radio).
Nel 2001 Gamma Radio venne rilevata dal Gruppo Media Hit di Loriano Bessi, editore anche di Radio Cuore, Radio Fantastica, Radio Reporter e Radio Sportiva.
La nuova linea editoriale portò nel giro di pochi anni al trasloco dell'emittente milanese a Ponsacco (in provincia di Pisa) ed all'inevitabile abbandono dei suoi conduttori di lunga data.
A marzo 2022 il gruppo milanese PRS Mediagroup, che già possiede Radio LatteMiele, attraverso la controllata PRL Srl, acquisisce Gamma Radio dal Gruppo Media Hit.
Dal 7 marzo 2022 cede la storica frequenza in FM 97.1 da Valcava a Radio Birikina, passando sui 92.8 per Milano e centro Lombardia sempre da Valcava.
Dal 15 dicembre 2022 l'emittente passa dal Gruppo PRS al Gruppo Numberone. Con questa acquisizione passa su nuove frequenze già del Gruppo Numberone: 92.0 a Milano e Monza; 92.1 a Lecco; 100.1 a Como; 101.5 ad Erba e Brianza Nord; 104.0 a Varese. I 92.8 per Milano e centro Lombardia sempre da Valcava vengono ceduti a Giornale Radio. 

## Sedi
Le trasmissioni iniziarono al 39º piano all'interno del Grattacielo Galfa, fatto costruire da Attilio Monti negli anni sessanta per ospitare gli uffici della Sarom, sua società petrolifera, per poi traslocare dopo alcuni anni a Segrate, Centro direzionale Milano 2 - Palazzo Canova. 
Verso la fine degli anni 80, l'emittente si trasferì ad Assago, in Viale Milano Fiori - Strada 3a - Palazzo B/11.
Nel 2001, in seguito alla vendita dell'emittente al Gruppo Media Hit S.r.l. Gamma Radio si spostò a Ponsacco, in Via G. Da Verrazzano, 16.
A settembre 2022, in seguito all'acquisto di Gamma Radio da parte del gruppo PRS Mediagroup avvenuto a marzo 2022, gli studi di Gamma Radio e di Radio LatteMiele si trasferiscono nella sede principale di PRS Mediagroup in via Bernardo Quaranta 29 a Milano.

## Programmazione
24 ore su 24 di musica non stop (dagli anni settanta ai primi anni del 2000), informazione locale e internazionale, viabilità, meteo, borsa, sport e classifiche. Durante la programmazione di Gamma dalle 6.30 alle 22.30, ogni ora, ci sono i "Mithos international", i miti della musica con i loro più grandi successi. Dalle 23 fino alle prime ore della notte è protagonista il rock, dalle 2 alle 5 del mattino ci sono le migliori biografie delle star pop-rock. Il claim della radio è Gamma Radio Golden hits... "solo le più belle". Voce ufficiale dell'emittente è il conduttore radiofonico Giuseppe Rimo.  
| Programma        | Orario                 |
| ---------------- | ---------------------- |
| Notte Rock       | dalle 23:00 alle 02:00 |
| Notte Gammaradio | dalle 02:00 alle 06:00 |
| Mattina Gamma    | dalle 06:00 alle 12:00 |
| Pomeriggio Gamma | dalle 12:00 alle 23:00 |

Tabella e stream disponibile sul sito gammaradio.it